# Adam Demos
Adam Demos (Wollongong, 24 mei 1985) is een Australisch acteur. 

## Biografie
Demos begon zijn carrière in 2009 en speelde lange tijd kleine rollen. In 2017 stond hij op de set van de Australische serie Janet King. Daar hoorde hij over een rol in Hollywood voor de serie UnREAL, waar er gezocht werd naar een Australisch acteur. Hij vloog naar Vancouver en kreeg de rol in het derde seizoen van de serie. In 2019 speelde hij in de Netflixfilm Falling Inn Love, waar hij de tegenspeler was van Christina Milian. In 2020 begon hij dan met de opnames van de Netflixserie Sex/Life, waar hij ook een hoofdrol speelde aan de zijde van Sarah Shahi, met wie hij in het echte leven ook een relatie heeft. 